# Hulterstads socken
Hulterstads socken på Öland ingick i Möckleby härad, ingår sedan 1971 i Mörbylånga kommun och motsvarar från 2016 Hulterstads distrikt i Kalmar län.
Socknens areal är 53,44 kvadratkilometer allt land. År 2000 fanns här 277 invånare. Kyrkbyn Hulterstad med sockenkyrkan Hulterstads kyrka ligger i socknen. 

## Administrativ historik
Hulterstads stenkyrka uppfördes på 1100-talet. Under denna kyrka har återfunnits rester efter en stavkyrka från 1000-talet. I skriftliga källor omtalas Hulterstads socken första gången i ett odaterat brev omkring 1320 och ett daterat från 1346.
Hulterstads socken låg fram till omkring 1720 i Hulterstads härad och  överfördes då häradet upplöstes till Möckleby härad. Juridiciellt och administrativt hörde en del av byn Skärlöv till Gräsgårds härad.
1957 överfördes till Segerstads socken ett område med 1 invånare och med en areal av 0,32 kvadratkilometer, varav allt land.
Vid kommunreformen 1862 övergick socknens ansvar för de kyrkliga frågorna till Hulterstads församling och för de borgerliga frågorna till Hulterstads landskommun. Denna senare inkorporerades 1952 i Mörbylånga landskommun och uppgick 1971  i Mörbylånga kommun.  Församlingen uppgick 2002 i Hulterstad-Stenåsa församling.
1 januari 2016 inrättades distriktet Hulterstad, med samma omfattning som församlingen hade 1999/2000. 
Socknen har tillhört samma fögderier och domsagor som Möckleby härad. De indelta båtsmännen tillhörde 2:a Ölands båtsmankompani.

## Geografi
Hulterstads socken ligger vid östra kusten av Öland. Socknen består av öppen odlingsbygd med alvarmark (stora alvaret) i väster.

## Fornminnen
Boplatser från stenåldern, gravrösen från bronsåldern och ett tiotal järnåldersgravfält finns här, liksom en fornborg ,Triberga borg vid Triberga. Flera runristningar är kända vid kyrkan. I havet utanför Hulterstad ligger regalskeppet Kronan. 

## Namnet
Namnet (1283 Hulterstadhum), taget från kyrkbyn, består av et förled som troligen är ett mansnamn och efterledet stad, ställe.

## Befolkningsutveckling
| Befolkningsutvecklingen i Hulterstads socken 1760–1990                                                  | Befolkningsutvecklingen i Hulterstads socken 1760–1990 | Befolkningsutvecklingen i Hulterstads socken 1760–1990 | Befolkningsutvecklingen i Hulterstads socken 1760–1990 | Befolkningsutvecklingen i Hulterstads socken 1760–1990 |
| --- | ------------------------------------------------------ | ------------------------------------------------------ | ------------------------------------------------------ | ------------------------------------------------------ |
| |                                                        |                                                        |                                                        |                                                        |
| År |                                                        |                                                        | Folkmängd                                              |                                                        |
| 1760 | 1760                                                   |                                                        | 522                                                    |                                                        |
| 1769 | 1769                                                   |                                                        | 571                                                    |                                                        |
| 1780 | 1780                                                   |                                                        | 593                                                    |                                                        |
| 1790 | 1790                                                   |                                                        | 570                                                    |                                                        |
| 1800 | 1800                                                   |                                                        | 632                                                    |                                                        |
| 1810 | 1810                                                   |                                                        | 639                                                    |                                                        |
| 1820 | 1820                                                   |                                                        | 693                                                    |                                                        |
| 1830 | 1830                                                   |                                                        | 826                                                    |                                                        |
| 1840 | 1840                                                   |                                                        | 898                                                    |                                                        |
| 1850 | 1850                                                   |                                                        | 974                                                    |                                                        |
| 1860 | 1860                                                   |                                                        | 1 153                                                  |                                                        |
| 1870 | 1870                                                   |                                                        | 1 287                                                  |                                                        |
| 1880 | 1880                                                   |                                                        | 1 207                                                  |                                                        |
| 1890 | 1890                                                   |                                                        | 1 033                                                  |                                                        |
| 1900 | 1900                                                   |                                                        | 898                                                    |                                                        |
| 1910 | 1910                                                   |                                                        | 791                                                    |                                                        |
| 1920 | 1920                                                   |                                                        | 773                                                    |                                                        |
| 1930 | 1930                                                   |                                                        | 728                                                    |                                                        |
| 1940 | 1940                                                   |                                                        | 666                                                    |                                                        |
| 1950 | 1950                                                   |                                                        | 597                                                    |                                                        |
| 1960 | 1960                                                   |                                                        | 496                                                    |                                                        |
| 1970 | 1970                                                   |                                                        | 384                                                    |                                                        |
| 1980 | 1980                                                   |                                                        | 346                                                    |                                                        |
| 1990 | 1990                                                   |                                                        | 320                                                    |                                                        |
| Anm: Källor: Umeå universitet - Tabellverket 1749-1859, Demografiska databasen, CEDAR, Umeå universitet |                                                        |                                                        |                                                        |                                                        |

### Fotnoter
1. 1 2 3  Svensk Uppslagsbok andra upplagan 1947–1955: Hulterstad socken
2. 1 2  Harlén, Hans; Harlén Eivy (2003). Sverige från A till Ö: geografisk-historisk uppslagsbok. Stockholm: Kommentus. Libris 9337075. ISBN 91-7345-139-8
3. 1 2  Det medeltida Sverige 4:3 Öland
4. ↑  SCB Folkräkningen 1960 del 1 Arkiverad 14 oktober 2013 hämtat från the Wayback Machine. sida 193 anm. till Kalmar län not 23
5. ↑  ”Församlingar”. Statistiska centralbyrån. https://www.scb.se/hitta-statistik/regional-statistik-och-kartor/regionala-indelningar/forsamlingar/. Läst 30 december 2022.
6. ↑  Administrativ historik för Hulterstad socken (Klicka på församlingsposten). Källa: Nationella arkivdatabasen, Riksarkivet.
7. 1 2  Sjögren, Otto (1931). Sverige geografisk beskrivning del 2 Östergötlands, Jönköpings, Kronobergs, Kalmar och Gotlands län. Stockholm: Wahlström & Widstrand. Libris 9939
8. 1 2 3  Nationalencyklopedin
9. ↑  Fornlämningar, Statens historiska museum: Hulterstads socken
10. ↑  Fornminnesregistret, Riksantikvarieämbetet: Hulterstads socken Fornminnen i socknen erhålls på kartan genom att skriva in sockennamn (utan "socken") i "Ange geografiskt område"